# Nectandra sordida
Nectandra sordida är en lagerväxtart som beskrevs av J.G. Rohwer. Nectandra sordida ingår i släktet Nectandra och familjen lagerväxter. Inga underarter finns listade i Catalogue of Life.